# Stanley, Durham
Stanley är en ort och civil parish i Storbritannien. Den ligger i kommunen Durham i grevskapet Durham och riksdelen England, i den centrala delen av landet, 400 km norr om huvudstaden London. Stanley ligger 225 meter över havet och antalet invånare är 16 200.
Terrängen runt Stanley är platt åt sydost, men åt nordväst är den kuperad. Stanley ligger uppe på en höjd. Runt Stanley är det tätbefolkat, med 735 invånare per kvadratkilometer. Närmaste större samhälle är Gateshead, 12,1 km nordost om Stanley. I omgivningarna runt Stanley växer i huvudsak blandskog.